# 夕陽の群盗
『夕陽の群盗』（ゆうひのぐんとう、Bad Company）は、1972年に公開されたアメリカ合衆国の映画。二人組の若い男が南北戦争の徴兵から逃げて、アメリカの辺境地で運と自由を求めて旅する様を描く。ロバート・ベントンの監督デビュー作で、脚本はベントンとデビッド・ニューマンが共同で執筆した。主演はバリー・ブラウンとジェフ・ブリッジス。
ハリウッドの伝統的で古典的な西部劇とアメリカン・ニューシネマを組み合わせカウンターカルチャーを映す「アシッド・ウエスタン」と呼ばれる西部劇の一作であり、同じ脚本家による『俺たちに明日はない』と共通する部分があるといわれる。

## キャスト
※日本語吹替（テレビ版・放送日1979年2月11日 日本テレビ 0:35- 他）ソフト未収録
- ドリュー・ディクソン：バリー・ブラウン（英語版）（吹替：亀田雅彦）
- ジェイク・ラムジー：ジェフ・ブリッジス（吹替：山田昌人）
- 保安官：ジム・デイヴィス
- ロニー：ジョン・サヴェージ
- アーサー・シムズ：ジェリー・ハウザー（英語版）
- ジム・ボブ・ローガン：デイモン・コファー
- ブーグ・ブッキン：ジョシュア・ヒル・ルイス
- ホッブズ：ジェフリー・ルイス
- ジャクソン：レイモンド・ガス
- オリン：エド・ローター
- ノーラン：ジョン・クエイド（英語版）
- ビッグ・ジョー：デヴィッド・ハドルストン